# Benešov nad Ploučnicí
Benešov nad Ploučnicí (Duits: Bensen) is een Tsjechische gemeente in de regio Ústí nad Labem, en maakt deel uit van het district Děčín.
Benešov nad Ploučnicí telt 4056 inwoners.
Benešov nad Ploučnicí was tot 1945 een plaats met een overwegend Duitstalige bevolking. Na de Tweede Wereldoorlog werd de Duitstalige bevolking verdreven.
Arnoltice · 
Benešov nad Ploučnicí · 
Bynovec · 
Česká Kamenice · 
Děčín · 
Dobkovice · 
Dobrná · 
Dolní Habartice · 
Dolní Podluží · 
Dolní Poustevna · 
Doubice · 
Františkov nad Ploučnicí · 
Heřmanov · 
Horní Habartice · 
Horní Podluží · 
Hřensko · 
Huntířov · 
Chřibská · 
Janov · 
Janská · 
Jetřichovice · 
Jílové · 
Jiřetín pod Jedlovou · 
Jiříkov · 
Kámen · 
Krásná Lípa · 
Kunratice · 
Kytlice · 
Labská Stráň · 
Lipová · 
Lobendava · 
Ludvíkovice · 
Malá Veleň · 
Malšovice · 
Markvartice · 
Merboltice · 
Mikulášovice · 
Rumburk · 
Růžová · 
Rybniště · 
Srbská Kamenice · 
Staré Křečany · 
Starý Šachov · 
Šluknov · 
Těchlovice · 
Valkeřice · 
Varnsdorf · 
Velká Bukovina · 
Velký Šenov · 
Verneřice · 
Veselé · 
Vilémov